# 怀柔南站
怀柔南站是一座位于北京市怀柔区杨宋镇花园村的铁路车站，京哈客运专线京沈段经过该站，中心里程为DK59+440。本站于2015年12月开工，该站于2021年1月22日随京哈高速线京承段开通运营。

## 车站结构
怀柔南站站房为线正下式站房，外观以“雁舞飞翔”为设计理念，建筑面积5994平方米。车站设2台6线，两座站台均为450米长、12米宽高架站台，中心里程处正线轨顶标高为53.3254米。
本站站房最初规划面积仅2000平方米。为满足怀柔区在北京城市总体规划中的发展定位要求，怀柔区财政局于2017年安排专项资金4000万元，将本站站房规模增至6000平方米。该站站厅配有一台用于急救的自动体外心脏除颤仪设备。

## 配套设施
站台下方设有两个停车场，有车位247个，包含充电停车位127个。车站站房南北两侧布置有花海景观。
怀柔区交通局计划在本站建设怀柔南站综合交通枢纽。此外，为应对本站和北京电影学院新校区对杨宋镇造成的过境交通压力，连接杨宋、北房两镇的兴盛路北延工程于2019年获北京市发改委批复。

## 客流量
2021年启用初期，怀柔南站的日均客流量在300人次左右。
2022年劳动节假期期间，受疫情影响，怀柔南站客流量仅为254人次，同比减少92.5%。其中出怀106人次，进怀148人次。